# MTV Idol
MTV Idol – francuski kanał telewizyjny należący do ViacomCBS Networks EMEAA działająca w latach 2005–2015.

## Historia
Kanał został uruchomiony 30 listopada 2005 wraz z kanałem MTV Pulse. Przez pierwsze 4 lata widownia kanału była skierowana do starszego widza. W kwietniu 2013 uruchomiono wersję HD kanału. Kanał został zastąpiony 17 listopada 2015 przez MTV Hits France oraz BET France.